# Pritilata Waddedar
Pritilata Waddedar, en bengali : প্রীতিলতা ওয়াদ্দেদার, née le 5 mai 1911 à Dhaghat et morte le 23 septembre 1932 à Chittagong, est une révolutionnaire nationaliste Bengalis et une activiste pour l'indépendance de l'Inde. Après avoir terminé ses études à Chittagong et Dacca, elle poursuit ses études au Bethune College à Calcutta et est diplômée, brillamment, en philosophie.
Après un bref passage en tant que professeur d'école, elle rejoint un groupe révolutionnaire dirigé par Surya Sen (en). Elle commande une équipe de quinze révolutionnaires, lors d'une attaque, en 1932, contre le Pahartali European Club, qui affichait un panneau : « Chiens et Indiens non autorisés ». Les révolutionnaires incendient le club et sont capturés plus tard par la police britannique. Le 23 septembre 1932, pour éviter son arrestation, Pritilata absorbe du cyanure et meurt.

## Source de la traduction
- (en) Cet article est partiellement ou en totalité issu de l’article de Wikipédia en anglais intitulé « Pritilata Waddedar » (voir la liste des auteurs).